# نووا گازومیا
نووا گازومیا (به لاتین: Nowa Gazomia) یک روستا در لهستان است که در گمینا موشچنگتسا (استان ووتسکی) واقع شده‌است.